# Donax peruvianus
La palabrita, marucha, concha blanca, concha mariposa o señorita (Donax peruvianus) es una especie de almeja marina comestible, de la familia Donacidae, que se encuentra en las playas de Perú, Ecuador y la costa pacífica de México.

## Hábitat
Habitan en la zona de manglares de la costa norte peruana, particularmente en la Bahía de Tumbes, y es abundante en los meses de enero y febrero en los estuarios piuranos del mar de Sechura.

## Descripción
Es una pequeña concha marina bivalva, de caparazón blanco brillante y liso, con bordes dentados.

## Aprovechamiento
Las palabritas se han utilizado como fuente de alimentación desde la época prehispánica. En la actualidad se consumen frescos o salados, y son un ingrediente de sopas, chilcanos, sudados, chupes, y platos como ceviche y arroz con mariscos peruano.